# 대한민국의 지방어항
대한민국의 지방어항(大韓民國의 地方漁港)은 대한민국에서 이용범위가 지역적이고 연안어업 지원의 근거지가 되는 어항이다. 2001년 「어항법」이 개정되기전 과거 「어항법」상의 제2종 어항이 여기에 해당된다. 지방어항 지정권자 및 개발주체는 시도지사이고, 관리청은 광역시장 또는 시장·군수이다.

## 개발 연혁
- 시·도지사가 지정·개발하는 지방어항은 1972년에 최초로 255개 항을 지정한 이후 2011년 12월말 현재 285개 항을 지정하여 개발 중에 있으며, 1972~1994년까지 일반회계, 1995~2004년까지 농특회계, 2005~2009년까지 균특회계, 2010년부터 광특회계 재원을 투입하여 개발을 추진하고 있다.
- 2009년에는 42개 항에 586억 원(국비 469억 원, 지방비 117억 원)을 투입하여 13개 항을 완공함으로써, 전체 284개 항이 완공(완공율 55.6%)되었다.[1]

## 지정 현황
- 지방어항은 2021년말 현재 288개 항이 지정되어 있다.

## 지정 요건
- 지방어항의 구체적인 지정기준은 「어촌·어항법 시행규칙」 제10조의 별표에 나타나 있다.

1. 현지어선 척수 30척 이상
2. 현지어선 총톤수[2]가 동해안은 90톤 이상, 서해안은 70톤 이상, 남해안은 80톤 이상
3. 여객선 및 유·도선 운항은 「해운법」에 의한 여객선과 「유선 및 도선사업법」에 의한 유·도선의 총 운항 횟수가 일일 2왕복 이상

위 3개 기준항목 중 2개 항목 이상 충족하는 항·포구를 지방어항으로 지정할 수 있다.
도서인 경우에는 위의 기준항목 중 50% 이상을 충족하면 된다.

## 관계 법령
- 어촌·어항법
- 어항시설 사용료 징수조례 (시·도 조례)
- 어항관리조례 (시·군·구 조례)

## 업무 분담
- 시·도지사 : 어항구역 지정 및 변경, 어항개발 계획 수립, 어항시설 사용 협의 승인, 어항시설사업 시행
- 시장·군수·구청장 : 어항시설사용허가, 어항시설공사 추진(재배정), 어항시설사용료 부과징수, 어항청소 등 관리, 위법행위 단속 등

## 투입 재원
- 국비 80%, 지방비 20%

## 같이 보기
- 어항 (항구)
- 대한민국의 국가어항
- 대한민국의 어촌정주어항
- 대한민국의 소규모 어항
- 대한민국의 어항 목록